# Gia Lai
Gia Lai é uma província do Vietnã.